# Logisnext UniCarriers Co., Ltd
A Logisnext UniCarriers Co. Ltd. é uma empresa que comercializa equipamentos de movimentação de cargas.
De forma a assumir uma posição mais preponderante no fabrico de equipamentos de movimentação de cargas, a Nissan Forklift, ATLET e TCM fundiram-se e foi criada uma nova marca, a UniCarriers.
Com esta fusão, a Nissan Forklift foi descontinuada e foi criada a UniCarriers Europe para que a Movimentação de Cargas deixasse de ser apenas um negócio periférico ao da indústria automóvel, tornando-se no único foco de negócio.

## Principais produtos fabricados pela UniCarriers

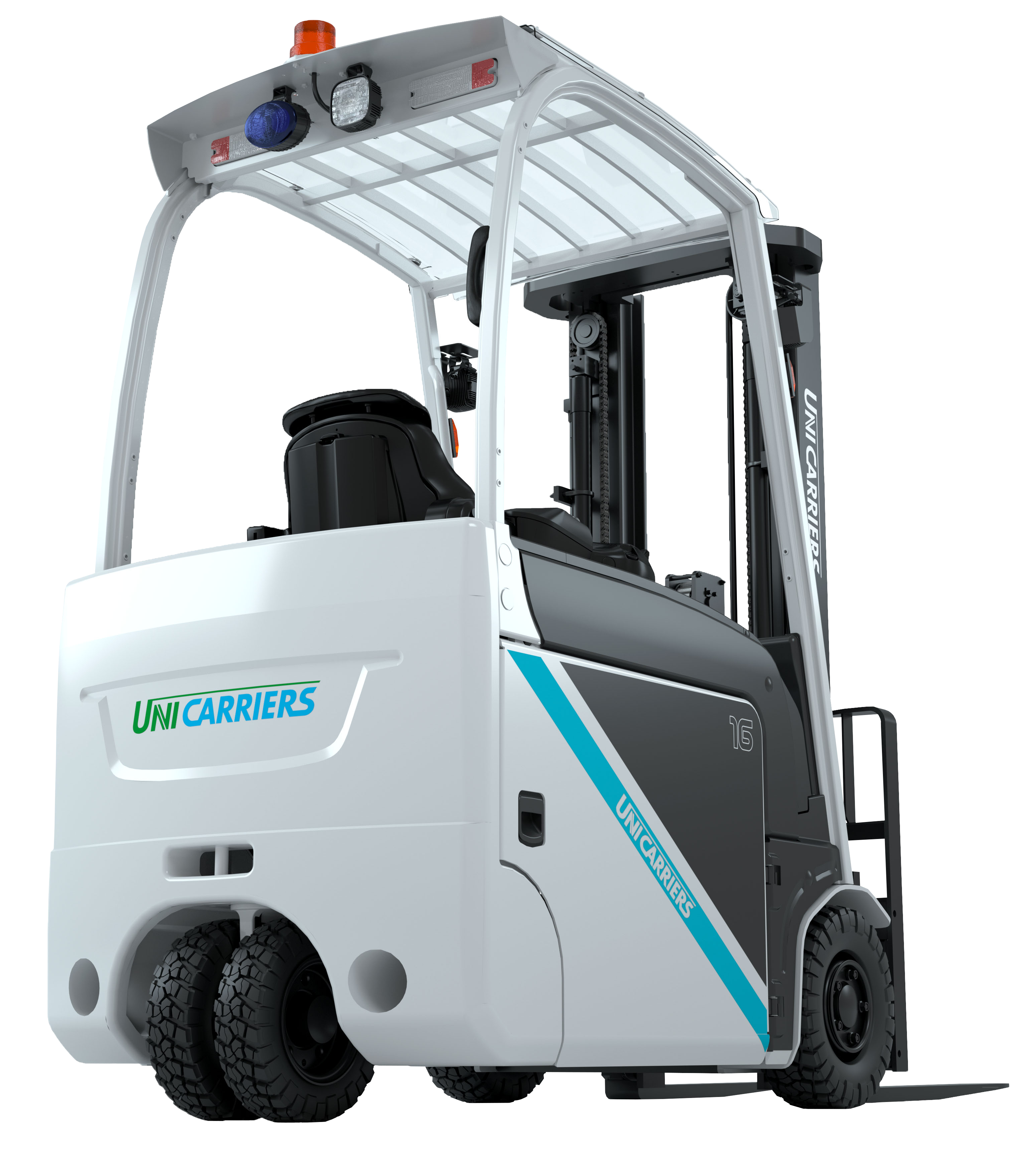
Empilhador Elétrico UniCarriers TX 3 - Vencedor do Prémio de Empilhador do Ano IFOY 2018 e 2019

- Empilhadores Elétricos
- Empilhadores Diesel
- Porta-Paletes
- Stackers
- Tratores de Reboque
- Order Pickers
- Retráteis
- Trilaterais
- Soluções AGV

## História

### Antes da integração de negócios
- 1949 ( Showa 2012) Fevereiro - É estabelecida a TCM Toyounpanki Manufacturing Co., Ltd.
- 1954 (Showa 29) Novembro --Toyo Transport Machine Manufacturing Co., Ltd. mudou o seu nome comercial para Toyo Transport Machinery Co., Ltd.
- 1999 ( Heisei 11 anos) Julho - Toyounpanki Co., Ltd. mudou o seu nome para TCM Corporation.
- Outubro de 1999- A TCM Co., Ltd. forma uma parceria comercial e de capital com a ATLET Co., Ltd.
- 2009 (2009) 12 de maio - A TCM Corporation of Hitachi Construction Machinery torna-se subsidiária integral .
- 2010 (2010) 10 de maio - A Nissan Motor Co., Divisão de de Máquinas Industriais é tornada independente da Nissan Forklift.
- 2011 (2011) 11 de maio - Foi fundada a nova empresa UniCarriers Co., Ltd. com o propósito de integração dos negócios da Nissan Forklift Co., Ltd. no mecanismo de inovação industrial de propriedade de três empresas, ATLET, Nissan Motor. TCM e Nissan Forklift.[1][2]